# Bowman, North Dakota
Bowman är administrativ huvudort i Bowman County i North Dakota. Orten har fått sitt namn efter politikern Edward M. Bowman. Enligt 2010 års folkräkning hade Bowman 1 650 invånare.